# Garsa nord-americana
La garsa nord-americana (Pica hudsonia) és un ocell en la família dels còrvids que habita a la meitat occidental d'Amèrica del Nord. És notable per als seus nius amb voltes, i per ser un dels quatre ocells cantaires d'Amèrica del Nord, la cua constitueix la meitat o més de la longitud total del cos (els altres són la Garsa becgroga, el tirà cua de tisora, i el tirà de sabana).

## Sistemàtica i evolució
Externament, la garsa nord-americana és gairebé idèntica amb la garsa europea, Pica pica, i és considerat coespecífic per moltes fonts. La Unió Americana d'Ornitòlegs, tanmateix, el parteix com a espècie separada, Pica hudsonia, sobre la base que la seqüència del seu ADN mitocondrial és més proper a la garsa becgroga de Califòrnia, Pica nuttalli, que a la garsa europea. Si en aquest punt de vista és correcte, la subespècie coreana de la Garsa europea Pica pica sericea, també hauria de ser considerada una espècie separada.
Apareix després que l'ancestral garsa estengués sobre Euràsia, la població coreana es tornés aïllada, moment en què aquesta espècie ancestral va creuar el Pont de Bering i va colonitzar Amèrica del Nord, on llavors ja es distingien les dues espècies de garses americanes.
L'evidència fòssil indica que l'ancestral garsa americana havia arribat en la seva distribució actual al voltant del Pliocè (3-4 milions anys) i que el llinatge de la garsa becgroga es va separar a conseqüència de l'aixecament de Sierra Nevada i el començament de les glaciacions. Una diferència genètica comparativament baixa, tanmateix, suggereix que algun flux gènic entre les garses nord-americanes i les garses becgrogues encara es van produir durant els períodes interglacials fins al Plistocè.

## Mida típica i aparició

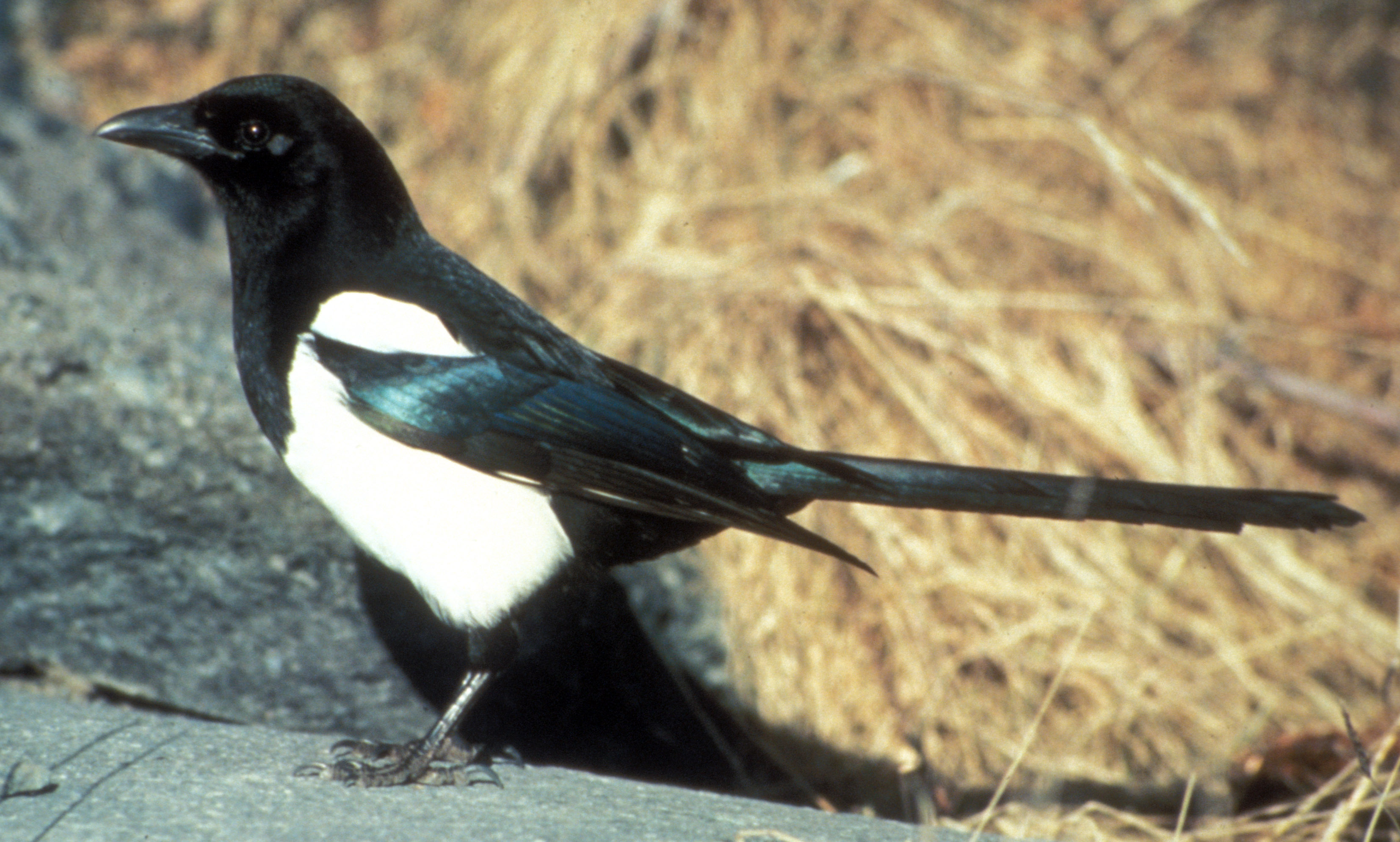
Vista lateral

La garsa nord-americana adulta fa entre 45 a 60 cm de llarg i pesa entre 145 a 210 grams. Els mascles són generalment entre un 6 a un 9% més grans i entre un 16 a un 20% més pesats que les femelles. La cua és llarga i fa la meitat de la llargada de l'ocell. L'envergadura és d'uns 60 cm. L'au és de color negre amb les espatlles blanques, el ventre blanc, i ales blaves verdoses fosques iridescents i cua. Hi ha grans taques blanques a les primàries, clarament visible en el vol. Les potes i el bec són de color negre.

## Distribució i hàbitat
L'àrea de distribució de les garses nord-americanes s'estenen al nord de la costa sud d'Alaska, la Colúmbia Britànica central, i les meitats sud d'Alberta, Saskatchewan, i Manitoba, a través de les muntanyes Rocoses al sud per a tots els estats de les Muntanyes Rocoses, inclosos Nou Mèxic, Colorado, Wyoming, Idaho, i també alguns estats veïns. L'espècie s'estén cap a l'est fins a Minnesota i Iowa, però es creu que està limitada cap a l'est per les altes temperatures i la humitat.
Les garses nord-americanes freqüenten en zones obertes amb matolls i arbres dispersos, especialment en boscos de ribera. Es poden trobar dins de les ciutats i també en suburbis.

## Alimentació i hàbits d'alimentació

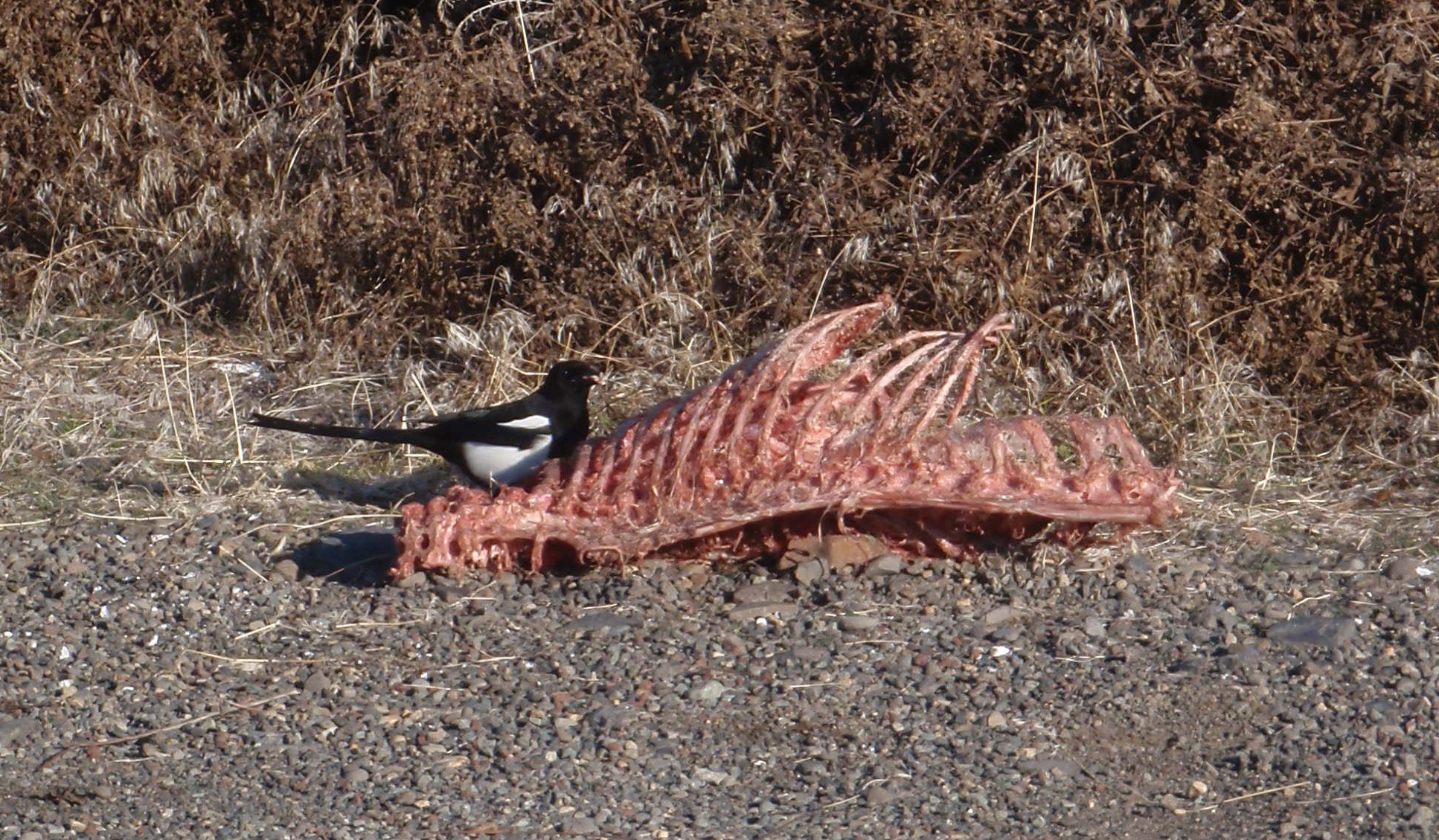
P. hudsonia que busca en les restes d'una carcassa animal gran.

La garsa nord-americana és una oportunista omnívora, menja molts tipus d'insectes, carronya, llavors, rosegadors, baies, nous, ous, i també escombraries i menjar d'animals domèstics que s'alimenten fora. Els pollets són alimentats amb matèria animal gairebé exclusivament. Les garses típicament cerquen el menjar a terra, normalment caminant, a vegades saltant, i de vegades es graten amb els seus peus per lliurar fullaraca. De vegades aterren en grans mamífers, com l'ant o el bestiar, per recollir les paparres que sovint infesten aquests animals.
Se sap que les garses nord-americanes fan amagatalls alimentaris a terra, fent rebostos alimentaris. Per fer un amagatall, l'ocell prem o llença el seu compte a terra (o neu), formant un forat petit en el qual diposita els aliments que té en una petita bossa sota de la seva llengua. Però pot, a continuació, moure el menjar a un altre lloc, sobretot si altres garses que són a prop estan mirant. L'amagatall que roba és bastant comú així una garsa sovint fa uns quants amagatalls falsos abans d'un real. L'amagatall final es cobreix amb herba, fulles, o branquillons. Després d'això l'ocell arma el seu cap i fita l'amagatall, per possiblement cometre el lloc a memòria. Tal guarda són a curt termini; el menjar es recobra normalment dins d'uns quants dies, o l'ocell mai no retorna. L'ocell reubica els seus amagatalls per vista i també per olor; durant amagatall que roba, l'olor és probablement la primària donen l'entrada.

## Reproducció
Les parelles adultes de garses nord-americanes estan juntes tot l'any, i sovint per tota la vida; tret que un mori, en aquest cas l'altra garsa pot trobar una nova parella. Els divorcis són possibles: un estudi de Dakota del Sud van trobar baixes taxes de divorci del (8%). encara que un estudi realitzat durant 7 anys a Alberta van trobar les taxes de divorci fins al 63%
Les garses nord-americanes nien individualment, freqüentment cap a la part superior d'arbres caducifolis o perennes. Només l'arbre de nius i els seus voltants immediats es defensen, i així és possible que els nius s'amunteguin una mica en espai. Quan això passa (normalment en àrees amb un nombre limitat d'arbres o amb recursos alimentaris abundants), una colònia difusa es forma. En això la garsa nord-americana és intermèdia entre la garsa europea, els nius del qual són molta més extensió fora perquè un territori gran es defensa al voltant de cada niu, i la garsa becgroga, que és sempre soltament colonial.
Els nius són acumulacions separades però gran de ramificacions, branques, fang, herba, petites arrels, tires d'escorces, lianes, agulles i altres materials, amb branques i branquillons que constitueixen la base i el marc. La copa del niu està folrat amb petites arrels fines, herbes, i material tou. Els nius gairebé sempre inclouen una caputxa o cúpula de branquillons lliurement reunits i branques, i en general tenen una o més entrades laterals. Els nius són construïts per ambdós sexes durant 40-50 dies, a partir de febrer (encara que més tard en les parts nord de l'espècie). Els nius vells poden ser reparats i utilitzats, o un nou niu pot ser construït al damunt d'un més vell, aconseguint així 120 cm d'alt per 100 cm d'ample. Altres espècies d'aus, incloent-hi petits falcons i mussols, sovint utilitzen vells nius de garsa.
La temporada de cria de les garses és generalment des de finals de març a principis de juliol. Nien un cop l'any, però pot tornar al seu niu si falla d'hora el primer intent. La femella posa fins a tretze ous, però la mida de la niuada usual és de sis o set ous. Els ous són de color gris verdós, marcat amb marrons, i 33 mm de llarg. Només la femella cova, per 16-21 dies. El mascle alimenta a la femella al llarg de la incubació. La incubació sovint és asincrònica. Els polls joves són antricials, són criats per la femella però alimentats per ambdós sexes. Volen 3-4 setmanes després de l'eclosió, s'alimenten amb els seus progenitors durant uns dos mesos, i després volen per reunir-se amb altres garses juvenils. emplomament èxit (generalment 3-4 nius per jove) és menor que la mida de l'embragatge, el que no és un estat inusual de coses en les espècies amb l'eclosió asincrònica, ja que alguns pollets sovint moren de fam.
Les garses nord-americanes crien per primera vegada a 1 o 2 anys. Al cicle vital de l'espècie en el medi silvestre és al voltant de quatre a sis anys.

## Vocalitzacions
Les vocalitzacions més comunes d'aquest ocell són una nasal inquisitiva "mag mag mag" o "iac iac iac", pronunciades en un to molt més alt que la garsa europea. Moltes altres crides també existeixen, com demanar crides per femelles al seu company o per cridades de joves als seus pares, i l'angoixa quan són agafades pels depredadors.

## Moviment
Aquesta espècie és principalment un resident permanent. Alguns ocells poden moure distàncies curtes cap al sud o per abaixar elevacions a l'hivern, mentre altres poden vagar a l'est després de la cria condimenten.

## Estols
Al cicle de les garses nord-americanes sovint forma estols dispersos fora de la temporada de cria. Les jerarquies de dominància es poden desenvolupar dins dels estols. Els dominants poden robar el menjar dels subordinats. Les interaccions agressives també es produeixen en fonts puntuals d'aliments. Sorprenentment, els mascles joves sovint dominent -o potser només tolerada- pels mascles adults.

## Repòs
Igual que els corbs americans, les garses tendeixen a dormir totes juntes a l'hivern. Tots els vespres volen, sovint en grups i de vegades a grans distàncies, per arribar a llocs que dormen segurs com arbres o arbustos densos que impedeixen el moviment depredador, o, en latituds més altes, coníferes denses que permeten protegir del vent. Al Canadà arriben al lloc de descans al capvespre i surten més tard al matí en dies més freds. Al lloc de descans, tendeixen a ocupar els arbres aïllats, no s'amunteguen. Dormen amb el bec amagat sota l'escapulari (espatlla) i les plomes posteriors, adoptant aquesta posició més aviat en les nits més fredes. Durant la nit, també poden regurgitar, en forma de egagròpiles, les parts no digerides del que van menjar durant el dia. Aquestes egagròpiles es poden trobar a terra i després s'utilitzen per determinar almenys una part de la dieta dels ocells.

## Automanteniment
Com uns altres còrvids, les garses nord-americanes els agraden el bany de formigues (formigues que s'apliquen al seu plomatge) i prendre el sol (una altra vegada encarant-se al sol, el cap cot, les ales inclinades i obertes, la cua és desplegada, de nou les plomes esponjades). També pertanyen a aquest grup d'aus que es rasquen el cap amb el peu sobre l'ala.
La muda comença d'hora en els mascles que en les femelles, i en les aus del segon any que en els més vells. Primàries, secundàries, terciàries i directrius se substitueixen de manera seqüencial, de manera que l'au encara pot volar durant la muda.

## Vol
El vol de nivell és relativament lent. La màxima velocitat sostinguda són 14 m/s. Les fases de no aleteig sovint s'entremesclen durant tot el vol. Els canvis de direcció poden ser extremadament ràpids, probablement ajudats per la cua llarga de l'ocell.

## Relació amb els humans
Quan Lewis i Clark varen trobar les garses per primera vegada el 1804 a Dakota del Sud, es va informar que les aus eren molt agosarades, entrant en tendes o prendre l'aliment de la mà. Avui les garses nord-americanes romanen relativament domesticades en àrees on no se les persegueix. Tanmateix, es tornen molt cautes en àrees on es disparen sovint o es molesta. Especialment durant la primera meitat del segle xx, les garses nord-americanes es consideraven perjudicials per a les poblacions d'aus de caça (de vegades robaven els ous d'aus) i el bestiar domèstic (que de vegades picaven les ferides en el bestiar), i van ser atrapades o disparades sistemàticament. En molts estats dels EUA vas establir recompenses d'un centau per cada ou esclafat o dos centaus per cada au disparada. A Idaho la xifra de morts va ascendir finalment al voltant dels 150.000. El 1933, 1.033 garses van ser disparades a la vall d'Okanogan de Washington per dos equips de caçadors de recompenses. Moltes garses van morir per menjar verí introduït per coiots i altres depredadors.
Si regularment es molesta al niu, la garsa s'ajunta finalment o mourà els ous. o abandonar la nuada del tot, però en primera instància van a defensar agressivament seu niu. Curiosament, els biòlegs que han enfilat als arbres de nidificació per mesurar els ous de garsa, han informat que els pares els va reconèixer personalment en els dies següents i es va posar a comportament d'assetjament, passant per alt una altra gent en la proximitat.

## Situació jurídica
Als Estats Units, les garses nord-americanes estan protegides per la Llei del Tractat d'aus migratòries, però "[a] permís federal no estarà obligat a controlar ... les garses [] quan es troben cometent o es proposen a cometre depredacions en arbres ornamentals o d'ombra, cultius agrícoles, bestiar o animals salvatges, o quan es concentren en un nombre i manera que puguin posar en perill la salut o una altra molèstia". Les regulacions estatals o locals també poden limitar o prohibir matar aquestes aus.